# Hällevadsholm

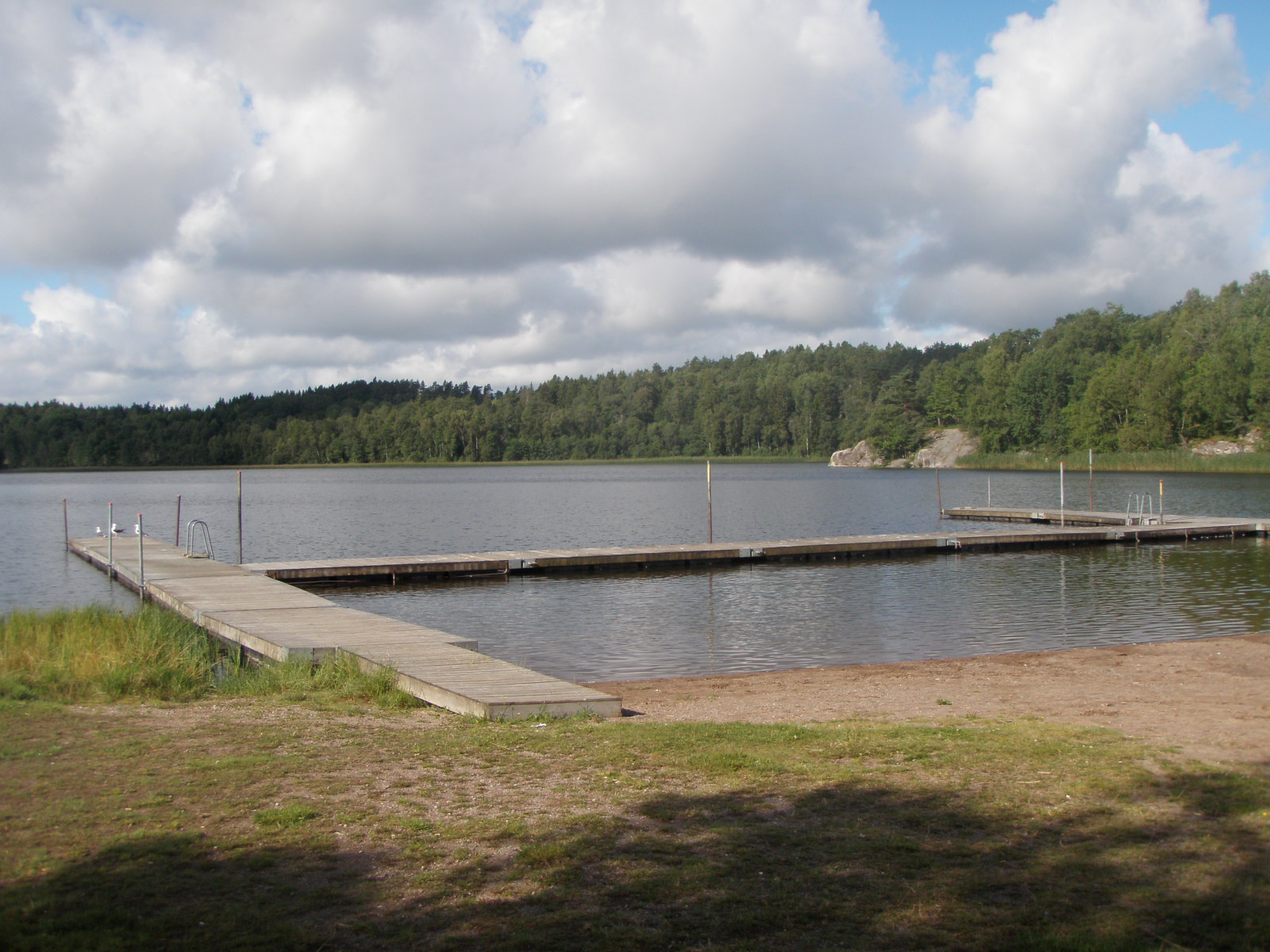
Kolstorpevattnet.

Hällevadsholm är en tätort och ett stationssamhälle i Munkedals kommun, Västra Götalands län. Orten genomkorsas av Bohusbanan. Tidigare gick E6 rakt genom samhället, men år 2000 invigdes den nya motorvägssträckan mellan Håby och Rabbalshede, väster om Hällevadsholm. 
I direkt anslutning till Hällevadsholm ligger två sjöar, Kolstorpevattnet och Vässjevattnet. Cirka en km öster om samhället ligger sjön Aspen och cirka två km nordväst ligger Alnässjön. Ungefär en km sydväst om samhället ligger Steneheds fornminnesområde.

## Historia

### Hällevadsholm bildas
Namnet kommer från 1885 när godsägare Bursie på Gässje ändrat sin gårds namn till Hällevadsholm. Detta namn fick också sedan stationen som anlades här, vilket har gett upphov till ortnamnet.
I början av 1900-talet så bestod området av endast några hus utöver de småbruk som då fanns vid landsvägen mellan Strömstad och Uddevalla, som hade ungefär samma sträckning som gamla E6 som går igenom Hällevadsholm idag. Vid denna tid fanns det tre handelsbodar; Arwidssons, C.J. Granströms och Karlssons.
Men i samband med att Bohusbanan byggdes mellan 1900 och 1903 och att en station anlades i Hällevadsholm så blev det fart på bebyggelsen och tack vare järnvägen blev isoleringen i trakten bruten. I stationshuset var dessutom poststationen inrymd. Egentligen hade man tänkt anlägga stationen vid Svarteborg, men eftersom ångloken behövde tillgång till sötvatten anlades den vid Kolstorpsjön. År 1906 flyttade Arwidssons affär till nybyggt hus och denna affär finns kvar än idag, men har naturligtvis byggt om ett antal gånger och ingår numera i ICA-koncernen.

### Stenhuggeriverksamheten
Samma år började stenhuggeriet sin verksamhet här och i samband med det så byggdes det bland annat ett skolhus som stod färdigt tre år senare. År 1914 uppfördes en kvarn och ett sågverk av Gustaf Wallström som även byggde bostadshus samma år.
Under första världskriget som varade mellan 1914 och 1918 så låg stenhuggeriet nere men återupptog verksamheten senare under 1920-talet. Till Hällevadsholm kom då ett stort antal stenhuggare från i första hand Blekinge. Det var ungefär ett 50-tal stenhuggare som var verksamma under denna tid. I början av 1930-talet var det dåliga tider, vilket påverkade stenindustrin. Företagen inom stenindustrin lade helt ner sin verksamhet och många blev arbetslösa. Stenindustrin tillkom igen i en modernare variant i början av 1950-talet då stensågar började användas. Som mest var fem stensågar igång i Hällevadsholm, men driften upphörde i mitten av 1970-talet och därmed också slutet för stenindustrin i samhället.

### Affärsverksamheten
Under 1920-talet hade posten flyttat från järnvägsstationen till Arwidssons affär, och fick senare där ett litet kontor. Hällevadsholm hade under denna tidsperiod en smedja, ett skrädderi, en diversehandel och bageri (Olssons), Gustaf Wallströms kvarn, såg och trävaruaffär, hotell med taxi, tre affärer varav två med bank- och postkontor, Folkets Hus och bibliotek. Biblioteket hamnade sedan i kommunal regi på 1950-talet.
I slutet av 1920-talet byggdes ett andelsmejeri och den mesta mjölken kördes dit med hästfordon. När mejeriet upphörde 1940 köptes fastigheten upp av Johan W. Theodorsson och blev senare cykel- och radioaffär, senare även TV-försäljning. I den byggnaden har det även inrymts andra verksamheter som mataffär, skoaffär samt tillverkning av tomtar och troll. Denna fastighet övertogs senare av Kjell Hermansson.

### Övrig verksamhet
På 1930- och 1940-talen var det flera som sålde bensin i Hällevadsholm. Arwidssons, Granströms, Hällevadsholms hotell, Wallströms, Hjalmar Johanssons och vid dåvarande bilverkstaden (som upphörde 1978). Bensinförsäljningen idag sker vid Wallströms, som dock numera heter Gulf.
Omkring 1950 var det politisk strid i kommunen som gällde om den planerade läkarcentralen skulle byggas i Hällevadsholm eller Dingle. Beslutet blev slutligen att den skulle byggas i Dingle. Hällevadsholm fick tandläkare 1952 och har kvar det än idag.
En annan sak att nämna är asfaltverket i Köpestad, strax söder om samhället som under 1980-talet var den största industrin i hela bygden. Verksamheten startade 1955 och sysselsätter som mest ett 60-tal personer sommartid.

### Befolkningsutveckling
| Befolkningsutvecklingen i Hällevadsholm 1960–2020 | Befolkningsutvecklingen i Hällevadsholm 1960–2020 | Befolkningsutvecklingen i Hällevadsholm 1960–2020 | Befolkningsutvecklingen i Hällevadsholm 1960–2020 | Befolkningsutvecklingen i Hällevadsholm 1960–2020 |
| ------------------------------------------------- | ------------------------------------------------- | ------------------------------------------------- | ------------------------------------------------- | ------------------------------------------------- |
|                                                   |                                                   |                                                   |                                                   |                                                   |
| År                                                |                                                   |                                                   | Folkmängd                                         | Areal (ha)                                        |
| 1960                                              | 1960                                              |                                                   | 506                                               |                                                   |
| 1965                                              | 1965                                              |                                                   | 575                                               |                                                   |
| 1970                                              | 1970                                              |                                                   | 677                                               |                                                   |
| 1975                                              | 1975                                              |                                                   | 744                                               |                                                   |
| 1980                                              | 1980                                              |                                                   | 775                                               |                                                   |
| 1990                                              | 1990                                              |                                                   | 820                                               | 89                                                |
| 1995                                              | 1995                                              |                                                   | 822                                               | 91                                                |
| 2000                                              | 2000                                              |                                                   | 769                                               | 91                                                |
| 2005                                              | 2005                                              |                                                   | 781                                               | 91                                                |
| 2010                                              | 2010                                              |                                                   | 772                                               | 91                                                |
| 2015                                              | 2015                                              |                                                   | 816                                               | 116                                               |
| 2020                                              | 2020                                              |                                                   | 780                                               | 102                                               |
|                                                   |                                                   |                                                   |                                                   |                                                   |

## Samhället
Hällevadsholm har en livsmedelsaffär, bibliotek, låg- och mellanstadieskola, bilverkstad, Folkets Hus, bensinmack, järnvaruaffär, tandläkare med mera.
Fotbollslaget heter Svarteborgs FC och spelar i division 6 (2019).